# Kurt Teubner
Kurt Teubner (* 28. Juni 1903 in Aue; † 11. Januar 1990 ebenda) war ein deutscher Maler und Grafiker.

## Leben
Teubner war der Sohn des Holzschnitzers und Ehrenbürgers von Aue, Emil Teubner. Er besuchte in seiner Geburtsstadt die Volksschule und ging 1917 wie zuvor bereits sein Bruder Hans Teubner an die Königlich-Sächsische Textilzeichenschule nach Schneeberg. Nachdem er diese nach zwei Jahren aus finanziellen Gründen verlassen musste, bildete er sich autodidaktisch weiter. Parallel arbeitete er als Glasmaler in Chemnitz und Leipzig. Bereits in dieser Zeit war er künstlerisch tätig, so entwarf er u. a. Tapeten oder Muster von Stoffen.
1921 trat Teubner der KPD bei. 1925 ging er als Werbegrafiker und Klischeezeichner nach Düsseldorf. 1927 kehrte Teubner nach Aue zurück, wo er als Grafiker und Reklamemaler tätig war. 1928 heiratete er eine jüdische Frau, wodurch er ab 1933 mehrfach diffamiert wurde. Seine Werke rechneten die Nationalsozialisten zur „Entarteten Kunst“. 1942 sprach die Reichskammer der bildenden Künste ein Malverbot für Teubner aus.
Nach dem Zweiten Weltkrieg beteiligte er sich aktiv am Neuaufbau des Kunstschaffens in Aue, insbesondere engagierte er sich 1945 für die  Ausstellung Befreite Kunst. Bereits im Oktober 1945 konnten seine Werke, zusammen mit den Werken anderer Künstler wie Ernst Hecker, Hans Weiß, Otto und Paul Brandt, im Logenhaus an der Bahnhofsbrücke mit großem Erfolg gezeigt werden. Seit 1950 war Teubner in Aue freischaffend als Maler tätig. Er gehörte bis 1990 dem Verband Bildender Künstler der DDR an.

## Ehrungen (Auswahl)
- 1964 Verdienstmedaille der DDR
- 1978 Ehrenbürger der Stadt Aue
- 1983 Hans-Grundig Medaille
- 1988 Vaterländischer Verdienstorden in Silber

## Öffentliche Sammlungen mit Werken Teubners (unvollständig)
- Altenburg/Thür.;  Lindenau-Museum Altenburg/Thür.
- Chemnitz: Kunstsammlungen Chemnitz – Museum am Theaterplatz
- Halle/Saale: Kunstmuseum Moritzburg
- Oelsnitz: Sammlung Erzgebirgische Landschaftskunst[2]

## Werk
Teubners Frühwerk ist expressionistisch geprägt und steht in Thematik und Stil der Dresdner Künstlergruppe Die Brücke sehr nah, obwohl nie ein direkter Kontakt zur Gruppe bestand.
In der Zeit des Nationalsozialismus entstanden aufgrund der Repressalien Landschaftsbilder von nahezu religiöser Naturromantik.
In den 1970er und 1980er Jahren fertigte Teubner spektakuläre Materialbilder an. Sein Kellerstilleben (1980/1981) sorgte auf der IX. Kunstausstellung der DDR für kontroverse Diskussionen.
Sein Spät- und Alterswerk beinhaltet vor allem Collagen und Assemblagen.

## Werke (Auswahl)
- Die gute Stube (um 1910)
- Die angelehnten Abgelehnten
- Zahn der Zeit
- Der Spießer (um 1925, Öl, 73 × 58 cm)[4]
- Gewitter
- Hintenraus (1933, Öl, 60 × 73 cm)[5]
- Haussuchung (1933)
- Küchenschrank
- Peters Spielzeug (1961, Pastell, 30 × 39 cm)[4]
- Eine Wohnung wird geräumt (1974, Mischtechnik, Collage)[6]
- Das angelaufene Zugfenster (1975, Tempera, Collage, 95 × 110 cm; Lindenau-Museum, Altenburg/Thür.)
- Alles Blech (1981, Blech auf Holz, 65 × 65 cm; Lindenau-Museum, Altenburg/Thür.)

## Ausstellungen (unvollständig)

### Personalausstellungen
- 1971: Aue, Clemens-Winkler-Klub (Ölbilder, Aquarelle, Pastelle, Graphiken, Plakate)
- 1973: Karl-Marx-Stadt, Städtische Kunstsammlung
- 1973: Leipzig, Museum d. bildenden Künste (Gemälde, Pastelle, Aquarelle)
- 1980: Karl-Marx-Stadt, Klub der Intelligenz Pablo Neruda (Collagen und Objekte)
- 1983: Karl-Marx-Stadt, Galerie am Brühl (Collagen und Assemblagen)
- 1985: Berlin, Neuer Berliner Kunstverein („Fünf Künstler aus der DDR. Hans Brockhage, Gregor-Torsten Kozik, Michael Morgner, Thomas Ranft, Kurt Teubner“)
- 2003: Radeberg, Schloss Klippenstein („Im Rahmen“)

### Teilnahme an zentralen und regionalen Ausstellungen in der sowjetischen Besatzungszone bzw. der DDR
- 1945: Aue („Befreite Kunst“)

- 1948: Aue, Kulturhaus Aue („4. Ausstellung heimischer Künstler“)

- 1974, 1979 und 1985: Karl-Marx-Stadt, Bezirkskunstausstellungen
- 1977 bis 1988: Dresden, VIII. bis X. Kunstausstellung der DDR
- 1984/1985 Karl-Marx-Stadt, Städtisches Museum am Theaterplatz („Retrospektive 1945–1984. Bildende Kunst im Bezirk Karl-Marx-Stadt“)
- 1985: Halle/Saale, Staatliche Galerie Moritzburg („Kunst im Klassenkampf“)
- 1986: Leipzig, Museum der Bildenden Künste („Worin unsere Stärke besteht“)
- 1987/1988: Altenburg/Thür., Lindenau-Museum („Von Merz bis heute. Kurt Schwitters zum 100.“)
- 1989: Berlin, Akademie-Galerie im Marstall („Bauleute und ihre Werke. Widerspiegelungen in der bildenden Kunst der DDR“)